# Усусау (Арад)
Усусау (рум. Ususău) насеље је у Румунији у округу Арад у општини Усусау. Oпштина се налази на надморској висини од 132 m.

## Прошлост
Аустријски царски ревизор Ерлер је 1774. године констатовао да место "Асиасеу" припада Липовском округу и дистрикту. Становништво је било претежно влашко.
Када је 1797. године пописан православни клир ту су два свештеника Поповића. Пароси, поп Јосиф (рукоп. 1790) и поп Теодор (1797) служили су се само румунским језиком.

## Становништво
Према подацима из 2002. године у насељу је живело 590 становника.

### Попис2002.
| Расподела становништва по националности 2002.‍ | Расподела становништва по националности 2002.‍ | Расподела становништва по националности 2002.‍ | Расподела становништва по националности 2002.‍ | Расподела становништва по националности 2002.‍ |
| --------------------------------------------- | --------------------------------------------- | --------------------------------------------- | --------------------------------------------- | --------------------------------------------- |
|                                               |                                               |                                               |                                               |                                               |
| Румуни                                        | Румуни                                        |                                               | 582                                           | 99,1%                                         |
| Мађари                                        | Мађари                                        |                                               | 5                                             | 0,9%                                          |